# Al-Sulaibikhat SC
Der al-Sulaibikhat Sporting Club (arabisch نادي الصليبيخات الرياضي, DMG Nādī ṣ-Ṣulaibīḫāt ar-riyāḍī) ist ein Sportklub aus dem Distrikt Sulaibikhat. Die Fußball-Abteilung des Klubs spielt zurzeit in der nationalen zweiten Liga und wurde dort in der Saison 1976/77, 2008/09 und 2011/12 Meister.

## Geschichte

### Fußball
Da der Klub erst am 15. Februar 1973 gegründet wurde, gehört er zu den jüngsten Fußballklubs des Landes. Insgesamt war es der 58. Sportklub in Kuwait. Der Klub begann seine Geschichte in der Division One, der zweiten Liga von Kuwait. In der Saison 1976/77 konnte dann erstmals der Meistertitel gefeiert werden, der Erfolg nach dem dadurch geschafften Aufstieg hielt jedoch nicht lange. Mit 7 Punkten stand am Ende der Saison nach 14. Spieltagen auf dem 8. und damit letzten Platz. Nach einem Relegationsspiel gegen al-Shabab musste dann auch wieder der Abstieg hingenommen werden. Zwar wurden die Ligen in den späteren Saisons immer wieder zusammen gelegt, al-Sulaibikhat rangierte aber meist immer nur auf den hinteren Plätzen. In der Saison 1980/81 wurde der Klub nach der Hinrunde entweder aus dem Spielbetrieb zurückgezogen oder ausgeschlossen. In der Saison 2006/07 wurden die Ergebnisse sogar komplett annulliert. Am Ende der Saison 2008/09 konnte aber nach vielen Jahren wieder die Meisterschaft sowie der Aufstieg gefeiert werden. In der nächsten Saison stieg der Klub aber auch gleich wieder mit nur 6 Punkten ab. In der Saison 2011/12 war der bislang letzte Meistertitel für die Mannschaft drin. Konträr zu den letzten Meisterschaften blieb die Folgesaison allerdings diesmal ohne Abstieg. Mit 19 Punkte konnte sich die Mannschaft auf den vorletzten Platz retten. Durch die Zusammenlegung der Ligen blieb al-Sulaibikhat danach aber sowieso erst einmal oben und ordnete sich in das Mittelfeld der Liga ein. Nach der Saison 2016/17 ging es dann aber als Vorletzter der Liga wieder nach unten. Dort spielt die Mannschaft bis heute.

### Handball
Im Handball ist der Klub ebenfalls relativ erfolgreich. So konnte in den Jahren 2000 und 2007 (jeweils in Kuwait-Stadt) sowie 2005 in Amman der zweite Platz der Asian Club League Handball Championship eingefahren werden. Im Jahr 2009 konnte sogar in Amman der Titel geholt werden.

## Erfolge

### Fußball
- Kuwaiti Division One Meister (3):
  - 1976/77, 2008/09, 2011/12

### Handball
- Asian Club League Handball Championship: Erster (1)
  - 2009
- Asian Club League Handball Championship: Zweiter (3)
  - 2000, 2005, 2007